# Der Schatz im Niemandsland
Der Schatz im Niemandsland ist eine Fernsehserie des Zweiten Deutschen Fernsehens (ZDF), die 1987 ausgestrahlt wurde. Regie führte Peter Weissflog, der auch das Drehbuch schrieb.

## Inhalt
Die 14-jährige Hanna macht mit ihrer Mutter Mounira Urlaub beim Großvater in Kairo. Dort kauft sie ein deutsches Karl-May-Buch, das geheimnisvolle Eintragungen enthält. Als sie entdeckt, dass ihre Mutter ein Verhältnis mit dem Ägypter Abdel Rahman hat, der es überdies auch noch auf das Buch abgesehen hat, reist Hanna auf eigene Faust zurück zu ihrem Vater nach Berlin. Gemeinsam mit ihren Freunden Bernd und Oliver gelingt es ihr, die geheime Botschaft im Buch zu entschlüsseln: Im Keller eines Hauses an der Berliner Mauer soll ein Schatz versteckt sein.
Die drei Freunde beginnen, das abbruchreife Haus zu erforschen und stellen fest, dass sich die Kellerräume, in denen sie den Schatz vermuten, direkt unter dem Berliner Todesstreifen befinden. Der genaue Fundort ist – so steht es im Buch – auf einem Lageplan verzeichnet, doch leider besitzt Hanna nur eine Hälfte davon; die andere hat ihr ägyptischer Bekannter Hassan, der in Kairo lebt. Bald wird klar, dass die Suche ohne die zweite Hälfte der Schatzkarte sinnlos ist. Mit einem Trick schafft es Hanna, ihre Mutter zu einer neuerlichen Ägyptenreise zu überreden.
Mit dem vollständigen Plan finden Hanna, Bernd und Oliver schließlich zwei Truhen, die neben weiteren alten Karl-May-Büchern auch echten Indianerschmuck, Lithographien und andere wertvolle Gegenstände enthalten. Die Polizei, die das Abbruchhaus schon länger beobachtet, entdeckt aber die Kiste mit den Indianersachen und beschlagnahmt sie vorläufig. Zum Glück bleibt den Kindern noch die zweite Truhe, von der niemand etwas weiß. Sie können sie unbemerkt in den Keller von Bernds Wohnhaus schaffen. Dennoch ist ihr Schatz ständig bedroht von Abdel Rahman, der selbst auf der Suche danach ist, und dem neugierigen Hausmeister Patschke.
Der Verkauf einer Lithographie bringt den drei Freunden einen Scheck über eine hohe Summe ein, doch sie müssen erst eine Möglichkeit finden, diesen einzulösen. Eine alte Dame, Feodora Pleschka, erweist sich als Retterin in der Not. Nun können Hanna, Bernd und Oliver sich endlich alles kaufen, wovon sie immer schon geträumt haben. Doch als Oma Pleschka stirbt, verlieren sie nicht nur ihr Geld und ihre Spielsachen, sondern auch den einzigen Erwachsenen, dem sie vertrauen können.
Auf ungewöhnlichem Wege finden die Kinder eine neue Vertrauensperson, die ausgebildete Pädagogin Klara Petrovsky. Sie geht mit den Kindern zum Segeln und in die Disko und hat auch sonst immer ein offenes Ohr für ihre Anliegen. Als der Hausmeister Patschke Bernds Keller räumen lässt, bietet sie ihnen ihre Wohnung als Versteck für die Schatztruhe an. Doch eines Tages finden Hanna, Bernd und Oliver eine Nachricht, dass „Klärchen“ verreist ist. Da in ihrer Wohnung Prospekte für teure Fernreisen liegen und der wertvolle Schmuck aus der Truhe verschwunden ist, scheint es klar, dass sie das Vertrauen der Kinder ausgenützt hat, um an den Schatz zu kommen.
In der Zwischenzeit hat sich in Hannas Familie einiges getan: Mutter Mounira ist nach Ägypten gezogen, und Vater Paul hat sich in Olivers Mutter verliebt. Hanna beschließt, ihren künftigen Bruder Oliver auf einen Besuch nach Kairo mitzunehmen. Dort kommt es zu einem heftigen Streit zwischen Hanna und Mounira, die ihre Tochter bei sich in Kairo behalten möchte. Oliver verrät dabei das Geheimnis des Schatzes, was für große Aufregung sorgt.
Zurück in Berlin wird über die Aufteilung der Wertgegenstände entschieden. Dabei stellt sich zur Freude der Kinder heraus, dass diese nicht – wie befürchtet – Abdel Rahman zustehen, sondern ihnen. Zu guter Letzt klärt sich auch noch ein großes Missverständnis auf: Klärchen bringt den Schmuck zurück, den sie nur zum Schutz vor den Erwachsenen versteckt hatte.

## Besetzung
- Katja Woywood (Hanna Saida Imhoff)
- Christian Schwade (Bernd Friesecke)
- Oliver Prochnow (Oliver Blankenburg)
- Judy Winter (Klara Petrovsky)
- Jocelyne Boisseau (Mounira Imhoff)
- Peter Fricke (Paul Imhoff)
- Hans Korte (Großvater Erfan)
- Horst Buchholz (Abdel Rahman)
- Angelika Bender (Gabriele Blankenburg)
- Gernot Endemann (Harald Friesecke)
- Hisham Eldahrawy (Hassan Nawawi)
- Elfriede Kuzmany (Frau Münsling)
- Barbara Morawiecz (Anna Schelinski)
- Dirk Dautzenberg (Hausmeister Patschke)
- Hilde Volk (Feodora Pleschka)
- Anita Kupsch (Frau Pleschkas Nichte)
- Henning Schlüter (Antiquitätenhändler Haberlitz)
- Inge Herbrecht (Grete Haberlitz)
- Jürgen Schornagel (Schuldirektor)
- Pierre Franckh (Klassenlehrer)
- Ralf Wolter (Kriminalbeamter), sowie
- Horst Niendorf und Wolfgang Wahl

## Sonstiges
Die Serie wurde am 7. Oktober 2016 auf DVD veröffentlicht.